# Holoscotolemon naturae
Holoscotolemon naturae is een hooiwagen uit de familie Cladonychiidae.